# Alfred Lutter
Alfred Lutter III (Ridgewood, 21 marzo 1962) è un attore statunitense.
Noto per aver interpretato il ruolo di Tommy nel film Alice non abita più qui (1974) di Martin Scorsese, con Ellen Burstyn. Nello spin-off di questo film, l'omonima serie TV Alice, Alfred Lutter mantenne il suo ruolo per il solo episodio pilota, per poi essere sostituito da Philip McKeon quando la serie cominciò.
È apparso inoltre nel ruolo di Boris da giovane in Amore e guerra (1975) di Woody Allen, e ha interpretato il cervellotico Ogilvie in Che botte se incontri gli "Orsi" (1976) di Michael Ritchie, con Walter Matthau e nel primo sequel Gli "Orsi" interrompono gli allenamenti (1977) di Michael Pressman.

## Filmografia

### Cinema
- Alice non abita più qui (Alice Doesn't Live Here Anymore), regia di Martin Scorsese (1974)
- Amore e guerra (Love and Death), regia di Woody Allen (1975)
- Che botte se incontri gli "Orsi" (The Bad News Bears), regia di Michael Ritchie (1976)
- Gli orsi interrompono gli allenamenti (The Bad News Bears in Breaking Training), regia di Michael Pressman (1977)

### Televisione
- Lucas Tanner – serie TV, un episodio (1974)
- The Cay, regia di Patrick Garland – film TV (1974)
- ABC Afterschool Specials – serie TV, un episodio (1975)
- Alice – serie TV, un episodio (1975)
- Family – serie TV, un episodio (1977)

## Doppiatori italiani
Nelle versioni in italiano delle opere in cui ha recitato, Alfred Lutter è stato doppiato da:
- Riccardo Rossi in Alice non abita più qui
- Francesca Guadagno in Alice